# André Varnier
Pour les articles homonymes, voir Varnier.
André Varnier, né le 12 mars 1914 à Toul et mort le 15 décembre 1949 à Perpignan, est un militaire et résistant français, compagnon de la Libération. 

## Biographie

### Jeunesse et engagement
André Varnier naît le 12 mars 1914 à Toul, en Meurthe-et-Moselle. Choisissant de suivre les traces de son père militaire, il s'engage au 2e régiment du génie en février 1932. Promu caporal en octobre 1932 et sergent en avril 1933, il termine son contrat en octobre 1934. Six mois plus tard, il décide de s'engager dans la Garde républicaine mais n'y reste qu'un mois, démissionnant en mai 1935. Il se rengage dans l'armée de 1935 à 1937, cette fois au titre du 1er régiment du génie (1er RG). À nouveau rendu à la vie civile, il s'installe dans le Nord où il devient dessinateur industriel.

### Seconde Guerre mondiale
Rappelé sous les drapeaux lors de la mobilisation de septembre 1939, il retourne au 1er RG et participe à la construction de la ligne de défense du Nord. Évacué de Dunkerque à la fin de l'opération Dynamo le 4 juin 1940, il transite par Douvres avant de débarquer à Cherbourg. Ayant rejoint les rangs de la 1re division légère d'infanterie nord-africaine, il participe avec elle aux derniers combats de la bataille de France. Il est capturé par la wehrmacht le 17 juin 1940 à Argentan et interné au camp de prisonniers de Verneuil-sur-Avre mais parvient à s'en évader le 29 juin suivant. Avec la volonté de se rallier à la France libre, il parvient à descendre jusqu'à la frontière espagnole qu'il franchit le 9 août. Intercepté par les troupes franquistes à Figueras, il réussit à leur fausser compagnie en sautant du train qui l'amène à Barcelone. Il se rend néanmoins dans cette ville où il se réfugie à l'ambassade britannique. Parvenu jusqu'à Marvão après avoir traversé la frontière portuguaise, il est à nouveau arrêté mais réussi sa troisième évasion le surlendemain. À nouveau réfugié au sein de l'ambassade britannique, cette fois à Lisbonne, il parvient enfin à prendre un avion le menant jusqu'à Londres.  
Engagé dans les forces françaises libres le 4 septembre 1940, il est affecté à la 1re compagnie d'infanterie de l'air (1re CIA) et passe son brevet de parachutiste en décembre à l'école de Ringway avant d'être promu sergent-chef en janvier 1941. Il devient ensuite lui-même instructeur, donnant des cours de sabotage et de parachutisme jusqu'en mai 1941. Envoyé en mission opérationnelle en compagnie notamment de Joël Le Tac, il est parachuté dans la nuit du 11 au 12 mai près de Mimizan dans le cadre de l'opération Joséphine B ayant pour but de saboter une centrale électrique à Pessac,. Après la réussite de la mission, il passe en zone libre et retourne en Angleterre après avoir à nouveau traversé l'Espagne et le Portugal. Passé à la 2e compagnie de parachutistes puis promu adjudant en octobre 1941, adjudant-chef en décembre suivant et sous-lieutenant en juin 1943, il est ensuite affecté au 4e bataillon d'infanterie de l'air, issu du renforcement de la 1re CIA.
Le 7 juin 1944, au lendemain du débarquement de Normandie, André Varnier et quatre camarades sont parachutés en Bretagne lors de l'opération Cooney Parties,. Après avoir détruit un train à Saint-Senoux, les cinq hommes rejoignent d'autres parachutistes de leur unité, entretemps renommée 2e régiment de chasseurs parachutistes (2e RCP), au sein du maquis de Saint-Marcel et participent à sa défense lorsque celui-ci est attaqué par les allemands le 18 juin,. Pendant le reste de la bataille de Normandie, André Varnier participe à l'instruction des unités de FFI tout en menant des opérations de sabotage et d'embuscades. Participant à la progression des troupes alliées dans la libération de la France, il combat dans la Nièvre où il protège les villages de Pouilly-sur-Loire et Garchy contre des attaques allemandes. Malgré une blessure par balle subie la veille, il assiste Arnaud de Vogüé dans la libération de Bourges le 6 septembre 1944 et maintient l'ordre dans la ville jusqu'à l'arrivée des autorités du gouvernement provisoire de la République française le 20 septembre suivant. Engagé dans la bataille des Ardennes, André Varnier combat en Belgique de décembre 1944 à février 1945 avant de passer deux mois de repos et de formation en Angleterre. Il reprend les combats en avril 1945 lorsque le 2e RCP est parachuté aux Pays-Bas dans le cadre de l'opération Amherst. Revenu en Angleterre à l'issue de celle-ci, André Varnier y reste jusqu'en juillet 1945.

### Après-guerre
Choisissant de poursuivre sa carrière militaire, André Varnier se porte volontaire pour le corps expéditionnaire français en Extrême-Orient et arrive en Indochine en février 1946. L'empire du Japon ayant entretemps capitulé, les troupes française se retrouvent alors confrontées au Việt Minh. Après avoir participé au maintien de l'ordre à Saïgon, André Varnier est parachuté au Laos où il combat pendant deux ans. Promu lieutenant en novembre 1946, il contracte le paludisme dans les marais et la jungle laotienne et doit être rapatrié en France pour raisons sanitaires en mars 1948. Une fois guéri, il reprend le service actif et est muté au 11e bataillon parachutiste de choc en juin 1948 à Mont-Louis. Promu capitaine en 1949, il s'installe à Perpignan avec le poste de commandement du 11e choc.
Le 15 décembre 1949, André Varnier meurt accidentellement lors d'un saut d'entraînement,. Il est inhumé à Estrennes, dans les Vosges. 

## Décorations
|  |  |  |
|  |  |  |
|  |  |  |
|  |  |  |

| Chevalier de l'ordre de la Légion d'honneur       | Chevalier de l'ordre de la Légion d'honneur       | Chevalier de l'ordre de la Légion d'honneur       | Compagnon de la Libération Par décret du 26 septembre 1945           | Compagnon de la Libération Par décret du 26 septembre 1945           | Compagnon de la Libération Par décret du 26 septembre 1945           | Croix de guerre 1939-1945                               | Croix de guerre 1939-1945                               | Croix de guerre 1939-1945                               |
| Médaille des blessés de guerre                    | Médaille des blessés de guerre                    | Médaille des blessés de guerre                    | Médaille de la Résistance française Par décret du 6 avril 1944       | Médaille de la Résistance française Par décret du 6 avril 1944       | Médaille de la Résistance française Par décret du 6 avril 1944       | Médaille des évadés                                     | Médaille des évadés                                     | Médaille des évadés                                     |
| Médaille coloniale Avec agrafe « Extrême-Orient » | Médaille coloniale Avec agrafe « Extrême-Orient » | Médaille coloniale Avec agrafe « Extrême-Orient » | Médaille commémorative des services volontaires dans la France libre | Médaille commémorative des services volontaires dans la France libre | Médaille commémorative des services volontaires dans la France libre | Médaille commémorative française de la guerre 1939-1945 | Médaille commémorative française de la guerre 1939-1945 | Médaille commémorative française de la guerre 1939-1945 |
| Médaille commémorative de la campagne d'Indochine | Médaille commémorative de la campagne d'Indochine | Médaille commémorative de la campagne d'Indochine | Military Medal (Royaume-Uni)                                         | Military Medal (Royaume-Uni)                                         | Military Medal (Royaume-Uni)                                         | Lion de bronze (Pays-Bas)                               | Lion de bronze (Pays-Bas)                               | Lion de bronze (Pays-Bas)                               |

## Hommages
- À Estrennes, son nom est inscrit sur le monument aux morts de la commune[5].
- À Mont-Louis, son nom figure au livre d'or des 11e bataillon parachutiste de choc et 11e demi-brigade parachutiste de choc[6].